# Марк Арендз
Марк Арендз (англ. Mark Arendz, 3 березня 1990, Шарлоттаун, Острів Принца Едварда) — канадський паралімпійський біатлоніст та лижник. Учасник зимових Паралімпійських ігор 2010, 2014 та 2018 років, багаторазовий призер.